# Erie Otters
Erie Otters – juniorska drużyna hokejowa grająca w OHL w dywizji środkowo-zachodniej, konferencji zachodniej. Drużyna ma swoją siedzibę w Erie w Stanach Zjednoczonych. W latach 2006–2007 trenerem klubu był polski hokeista NHL Piotr Sidorkiewicz
- Rok założenia: 1996–1997
- Barwy: granatowo-czerwono-żółto-złote
- Trener: Kris Knoblauch
- Manager: Sherwood Bassin
- Hala: Louis J. Tullio Arena

## Osiągnięcia
- J. Ross Robertson Cup: 2002, 2017
- Wayne Gretzky Trophy: 2002, 2015, 2017
- Hamilton Spectator Trophy: 2001, 2016, 2017
- Holody Trophy: 2000, 2001, 2002, 2015, 2016, 2017